# Culinária do Lesoto

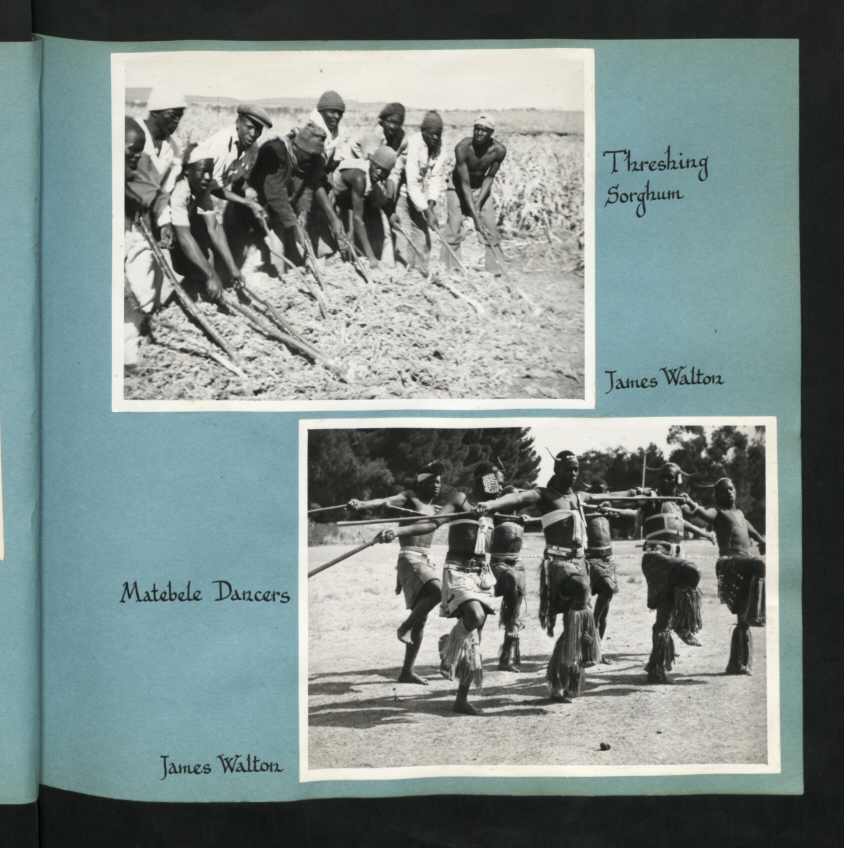
Uma foto de homens debulhando sorgo (em cima) e dançarinas de Matebele (em baixo), de James Walton

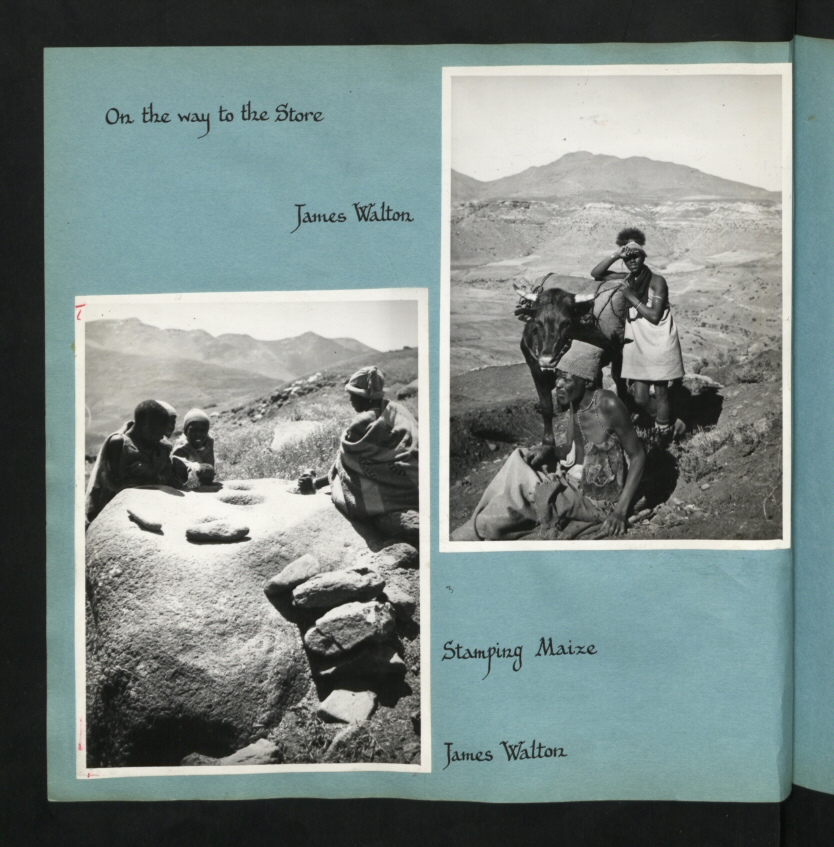
Uma foto com a legenda "A caminho da loja" (topo) e estampagem de milho (parte inferior)

A cozinha basoto (povo do Lesoto) apresenta tradições africanas e influência britânica. O Lesoto é cercado pela África do Sul e compartilha práticas culinárias com sua vizinha. A cultura alimentar do Lesoto apresenta Likhobe, carne e vegetais. Os pratos à base de milho incluem Papa e Motoho (mingau feito de sorgo). Sobremesas britânicas podem ser encontradas. A culinária basoto tende a incluir molhos, mas geralmente é menos picante do que outros países africanos. Saladas de beterraba e cenoura são acompanhamentos comuns.
Outros alimentos tradicionais incluem:
- Rabada de boi ensopada[1]
- Caril
- Kebabs

## Bebidas
- Cerveja de gengibre[1]
- Cervejas locais
- Motoho (mingau fermentado)